# Posse (Goiás)
Posse is een gemeente in de Braziliaanse deelstaat Goiás. De gemeente telt 31.257 inwoners (schatting 2009).

## Verkeer en vervoer
De plaats ligt aan de radiale snelweg BR-020 tussen Brasilia en Fortaleza. Daarnaast ligt ze aan de wegen GO-108, GO-446 en GO-453.